# F-15 Strike Eagle II
F-15 Strike Eagle II (с англ. — «F-15 Атакующий орёл II») — компьютерная игра в жанре авиасимулятора, выпущенная компанией MicroProse на ряде платформ в 1989 году. Она является сиквелом игры F-15 Strike Eagle. В 1992 году была выпущена третья и заключительная часть серии.

## Игровой процесс
Игра унаследовала многие черты от F-19 Stealth Fighter. Однако является более аркадной. Игрок управляет истребителем-бомбардировщиком F-15E «Страйк Игл» и выполняет боевые задания в нескольких «горячих точках» планеты, основанных на реальных военных конфликтах. Самолёт вооружён ракетами AIM-120 для уничтожения воздушных и AGM-65 для уничтожения наземных целей, а также авиапушкой, которая может быть использована против любых целей (даже таких, как, например, аэродром). Для выполнения миссии необходимо уничтожить основную (англ. Primary Target) и второстепенную (англ. Secondary Target) цели, после чего вернуться на дружественный аэродром. В каждом регионе присутствует множество наземных объектов, вражеских и дружественных — аэродромы, позиции зенитно-ракетных комплексов, корабли, жилые кварталы. Для успешного выполнения задания обычно необходимо ослабить систему ПВО в районе заданных целей, то есть уничтожить зенитно-ракетные комплексы и аэродромы, генерирующие вражеские самолёты.
В процессе игры можно совершать посадку на дружественные аэродромы и авианосцы для пополнения запаса боеприпасов и топлива. Модель повреждений самолёта реализована достаточно просто — с каждым попаданием самолёт теряет скорость. Таким образом после определённого количества попаданий вернуться на аэродром становится практически невозможно. В случае катапультирования игрок получает гораздо меньше очков за уничтоженные объекты. Если игрок катапультируется три раза, находясь в одном звании, его отстраняют от полётов и переводят на штабную работу, что означает завершение карьеры лётчика. Карьера также заканчивается в случае гибели.
Авиация противника представлена довольно большим числом разных типов самолётов, в основном советского производства. Присутствуют следующие самолёты: МиГ-17, МиГ-23, МиГ-25, МиГ-29, МиГ-31, Су-27, Ан-72, Ил-76 (в варианте самолёта ДРЛО), «Мираж» F1, F-4 «Фантом» II, F-5 «Тайгер» II, F-14 «Томкэт». Управляющий ими искусственный интеллект достаточно прост: самолёты генерируются на аэродроме по одному, взлетают и берут курс на самолёт игрока. Сблизившись, они вступают в манёвренный воздушный бой. Единственный дружественный самолёт — F/A-18; он совершает патрулирование возле каждого дружественного аэродрома и авианосца. Однако не атакует противника. За его сбитие, как и за уничтожение любого дружественного объекта — снимаются очки.
Наземная система ПВО тоже представлена разными типами зенитно-ракетных комплексов, имеющими различную эффективность: например, ракета SA-2 (С-75) может быть легко введена в заблуждение выбросом ловушки, а от ракеты SA-10 (С-300) можно уйти только маневрированием.
В оригинальной версии игры представлены четыре театра военных действий. В 1991 году был выпущен диск с тремя дополнительными миссиями. В варианте для Sega Genesis изначально доступно шесть миссий.
- Ливия (англ. Libya). Дружественные авиабазы на Мальте и Крите, цели в Ливии. Исторический фон — напряжённость американо-ливийских отношений.
- Персидский залив (англ. Persian Gulf / The Gulf). Дружественные авиабазы в ряде стран Персидского залива, цели в Иране. Единственная миссия, в которой система ПВО противника практически полностью представлена техникой западного производства. Исторический фон — напряжённость американо-иранских отношений (кризис с заложниками и нападения на танкеры в Персидском заливе).
- Вьетнам (англ. Vietnam). Дружественные авиабазы в Таиланде и Южном Вьетнаме, цели в Северном Вьетнаме, Лаосе, Камбодже. Исторический фон — война во Вьетнаме (хотя F-15 появился слишком поздно, чтобы участвовать в ней). Самая слабая система ПВО — ЗРК SA-2 и SA-5, самолёты МиГ-17 и МиГ-23.
- Ближний Восток (англ. Middle East / Mid'east). Дружественные базы в Израиле, Турции, на Кипре, цели в Иордании, Сирии, Ливане, Ираке. Исторический фон — арабо-израильский конфликт.
- Нордкап (англ. North Cape / Nordkapp). Дружественные авиабазы в Швеции, цели в СССР. Исторический фон — холодная война.
- Европа (англ. Central Europe / Europe). Дружественные авиабазы в Западной Европе, цели в Восточной Европе. Исторический фон — холодная война.
- Буря в пустыне (англ. Desert Storm).